# Romi u Hrvatskoj
Romi u Hrvatskoj, jedna su od 22 priznate nacionalne manjine Hrvatske.
Prema popisu stanovništva iz 2011. godine u Hrvatskoj živi 16 975 Roma, od čega najviše u Međimurskoj županiji. Popisom iz 2021. godine zabilježeno je da Roma u Hrvatskoj ima 17.980. Međutim, prema neslužbenim podacima Ureda za ljudska prava i prava nacionalnih manjina Vlade RH, u Hrvatskoj trenutno živi 30 000 do 40 000 Roma, što znači da ih se velik dio ne izjašnjava kao Romi, već pod neku drugu narodnost. U Hrvatskoj živi osam različitih romskih skupina, autohtoni hrvatski Romi su Lovari.  
Prema vjeroispovijesti većina Roma u Hrvatskoj su katolici (8299), zatim muslimani (5039) i pravoslavci (2381).

## Povijest i zemljopisni smještaj
Podrijetlom su iz sjeverozapadne Indije. Njihove selidbe počinju iz Azije u 13. stoljeću, i otuda se počinju širiti Europom, u svakom slučaju u Zapadnu Europu dolaze negdje u 15. stoljeću, da bi se u 16. stoljeću proširili cijelom Europom.
Česta je zabluda da su Romi podrijetlom Rumunji, ili obratno, međutim, točan je podatak da velik dio hrvatskih Roma govori rumunjskim (bajaškim) jezikom, tj. dijalektom. Romi su od 1385. godine, kada su zarobljeni prvi Romi (prema ispravama koje je potpisao princ Dan I.), do 1856. godine živjeli kao robovi na prostoru današnje Rumunjske, što objašnjava njihov bajaški jezik. Nakon oslobođenja iz ropstva 1856. godine, značajan broj Roma napustio je Vlašku i Moldaviju i naselio se na prostorima današnje Hrvatske.
Za vrijeme turskih osvajanja, Romi su bili cijenjeni u svom zanatu, te su zbog izrade raznih korisnih predmeta često pratili vojsku u njezinim pohodima. U sustavima planskoga gospodarstva uglavnom su bili zaposleni kao nekvalificirana radna snaga, no takav je posao bio relativno dobro plaćen. Situacija se promijenila poslije raspada komunizma u Srednjoj, Jugoistočnoj i Istočnoj Europi. Romi od tada imaju problema s pronalaskom posla na standardnom tržištu rada uglavnom zbog relativno niske razine obrazovanja, niskih kvalifikacija, ali i predrasuda poslodavaca.
Kako Međimurje za vrijeme II. svjetskoga rata nije bilo dio NDH, međimurski Romi uglavnom nisu doživjeli progon ustaških vlasti, za razliku od sunarodnjaka južno od Drave.
Dio istarskih Roma zanimljive je povijesti. Preseljeni su iz Zagreba u stare građanske kuće u Vodnjanu u kojima su za talijanske vlasti bili smješteni karabinjeri i carinici doseljeni s juga Italije. To je provedeno 1987. godine kad se Zagreb pripremao za Univerzijadu. Zbog sigurnosne procjene, Romi, za koje su ondašnje vlasti procijenile da bi mogli neprimjereni za pokazivanje svijetu, preseljeni su tijekom jedne noći autobusima iz Zagreba u Istru. Većina tih Roma živi u užoj jezgri Vodnjana i u središtu Pule.
Život Roma koji danas žive na rubu Zagreba dokumentirala je Ljiljana Bunjevac Filipović u dokumentarnom filmu 'Ljudi na kraju grada (2001.), čija je scenaristica.
Okupljeni su u velikim gradovima te u romskim naseljima. Najveći dio romskoga stanovništva Hrvatske živi u 13 međimurskih romskih naselja.
Hrvatska biskupska konferencija vodi Ured za pastoral Roma Hrvatske, koji se pastoralno brine za romske vjernike u Hrvatskoj. Istaknuta pastoralna djelatnica među hrvatskim Romima bila je sestra Karolina Miljak.

## Problemi s integracijom

### Obrazovanje
Najveći dio problema romskoga stanovništva u Međimurju proizlazi iz vrlo niskoga stupnja obrazovanja. Četiri od pet Roma iz romskoga naselja Kuršanec nema niti osnovnoškolsko obrazovanje. Tek svaki peti stanovnik romskog naselja Kuršanec uspješno je završio osnovnu školu.

### Nezaposlenost i socijalna primanja
Preživljavanje od socijalnih davanja postao je način života i dio tradicije Roma. Nemoguće je od većinskog društva očekivati prihvaćanje takvoga načina života Roma i prebacivanje obveze materijalnoga uzdržavanja novcima ostalih poreznih obveznika. 
U postojećem sustavu socijalne skrbi mnogim Romima više odgovara biti nezaposlen nego raditi. Naime, kako se uglavnom radi o nekvalificiranoj radnoj snazi, u mogućnosti su dobiti uglavnom slabo plaćene poslove. Novčana socijalna pomoć koju primaju nerijetko premašuje iznose koje bi zaslužili radeći. Osim toga, nepostojanje obveze stalnoga radnoga odnosa ostavlja dovoljno prostora i vremena za povremene oblike rada u području sive ekonomije.

### Visoka rodnost
Nerazvijenost romskoga društva glavni je generator visoke rodnosti. Osim opće gospodarske nerazvijenosti, visoka rodnost uvjetovana je i gospodarskom ulogom djece u današnjem romskom društvu u Međimurju. 
Zbog vezanosti na sustav socijalnih davanja, romska djeca predstavljaju važan izvor prihoda za svoje obitelji u smislu ostvarivanja prava na dječji doplatak. Vrlo velik broj žena rađa još u maloljetničkoj dobi čime je produženo plodno razdoblje romskih žena u odnosu na prosječnu žensko stanovništvo Hrvatske. Samim time omogućena je i viša stopa rodnosti.

### Diskriminacija i kriminal
Upravo zbog gore navedenih problema s integracijom, Romi su u javnosti često diskriminirani. Nerijetko su etiketirani kao osobe s lošom higijenom, kradljivci, neradnici, prevaranti itd.[nedostaje izvor] Samim time, Romi su u nezavidnom položaju naspram većinskog stanovništva te im se teže probiti do nekog društvenog položaja, a isto tako koči ih i vlastita romska zajednica u kojoj vladaju drukčije vrijednosti od onih većinskoga stanovništva.
Postoji korelacija između blizine romskih naselja i pojedinih vrsta kriminala, od čega su medijima najviše popraćene krađe u poljoprivredi. Službena policijska izvješća pokazuju da se u naselju Turčišće koje se nalazi u blizini dva romska naselja (Piškorovec i Škarje) u pet godina dogodilo 170 krađa, a u 15-ak kilometara udaljenom Oporovcu, gdje romskog naselja nema, samo - pet.
Ipak, u posljednjih nekoliko godina primjetan je pomak u suradnji romskih predstavnika i lokalnih vlasti, upravo u svrhu postizanja mirnog suživota većinskog stanovništva i romske zajednice. Predstavništvo vijeća romske nacionalne manjine Međimurske županije smatra da Hrvati (većinski narod) s pravom smatraju da se problemi krađa i remećenja javnog reda moraju žurno riješiti.

## Romska naselja u Međimurju
Većina međimurskih Roma živi u 13 romskih naselja, dok se tek neznatan dio uklopio u dijelove sela ili gradova s većinskim hrvatskim stanovništvom. Romska naselja u Međimurju mogu se podijeliti u tri skupine s obzirom na svoj prostorni položaj. Prvoj skupini naselja pripadaju jedina dva samostalna romska naselja, Parag i Piškorovec. Drugu skupinu čine veća naselja koja su prostorno znatno izdvojena od ostatka naselja kome pripadaju, dok u treću skupinu mogu se ubrojiti naselja koja predstavljaju samo krajnje dijelove ili ulice naselja s većinskim hrvatskim stanovništvom kojima pripadaju.
Bez obzira kojoj vrsti pripadala, sva romska naselja imaju zajednička morfološka obilježja. Naseljenost nepravilna zbijena tipa obilježje je svojstveno svim romskim naseljima. Nepravilnost se očituje u nepostojanju zemljišne parcelacije i divljoj, neplanskoj izgradnji objekata unutar naselja. Sva starija romska naselja imaju središnje dijelove bez ikakvog reda i pravila u prostornom rasporedu izgrađenih objekata. Mnoštvo, površinom malih objekata na skučenom prostoru, pojava je koja je vidljiva u mnogim romskim naseljima.
Kako je najveći dio romskih naselja izgrađen na državnomu zemljištu uz neriješene imovinsko-pravne odnose, logičan je dosadašnji stihijski razvoj romskih naselja. Kako Romi nisu raspolagali zemljišnim posjedom, domaćim životinjama i drugim materijalnim dobrima gospodarskog značaja, izgradnja objekata i prostorni razvoj naselja nisu uzimali u obzir mogućnosti budućega gospodarskoga razvoja.
U posljednje vrijeme vlasti pokušavaju uvesti reda u prostorni razvoj romskih naselja, no učinci su vidljivi samo djelomično. U nekim naseljima pristupilo se planskom širenju naselja i stvaranju novih ulica. Noviji dijelovi naselja koji su planski građeni u unaprijed određenim ulicama s izvedenom parcelacijom pokazuju viši stupanj uređenosti.
Romska naselja nerijetko imaju loše sanitarne uvjete i nedostaju osnovni uvjeti komunalne infrastrukture. Velik problem je što romska naselja nemaju dostatne sadržaje koji bi zadovoljavali obrazovnu funkciju.

## Socijalna skrb o Romima
Vlada Republike Hrvatske sustavno razvija programe za integraciju i skrb o Romima, a ciljevi su sljedeći: 
1. Smanjenje siromaštva Roma
2. Smanjenje broja radno sposobnih korisnika novčanih pomoći
3. Prevencija poremećaja u ponašanju kod romske djece
4. Poboljšanje kvalitete življenja osoba s invaliditetom
5. Primjena mjera obiteljskopravne zaštite romske djece
6. Poticanje udomiteljstva u romskim obiteljima
7. Poticanje pružanja humanitarne pomoći

Unatoč činjenici da su pripadnici romske nacionalne manjine u Republici Hrvatskoj u značajnoj mjeri obuhvaćeni primjenom prava iz sustava socijalne skrbi, siromaštvo i isključenost su socijalni problemi koji su u velikoj mjeri prisutni u romskoj zajednici, a njihovo rješavanje teče jako sporo.
Prema podacima Ministarstva rada i socijalne skrbi, u Republici Hrvatskoj trenutačno 7 127 samaca i obitelji, odnosno približno 21 381 osoba romske nacionalnosti, koristi pravo na pomoć za uzdržavanje. Ako se uzme u obzir procijenjeni broj od 30 000 do 40 000 Roma u Republici Hrvatskoj, vidljivo je da više od 50% njih živi od socijalne pomoći.
Udio broja korisnika pomoći za uzdržavanje romske nacionalnosti u ukupnom broju korisnika pomoći za uzdržavanje u Republici Hrvatskoj, relativno je visok i iznosi 13,56%. Velik broj korisnika ovoga prava može se objasniti već spomenutom niskom razinom obrazovanja i niskom stopom zaposlenosti, unatoč činjenici da su većina od njih radno sposobne osobe, mlađe životne dobi.
Osim velikog broja Roma kojima je pomoć za uzdržavanje glavni i često jedini prihod u obitelji, nadležne službe socijalne skrbi uočile su nenamjensko trošenje pomoći koja je ponajprije namijenjena zadovoljenju osnovnih životnih potreba. Naime, u većini romskih naselja, osim siromaštva, prisutan je alkoholizam kod mnogih Roma i u svezi s tim drugi oblici društveno neprihvatljivog ponašanja, maloljetnička delinkvencija, prostitucija, kockanje, velik broj krvnih delikata, kao i delikata protiv spolne slobode i spolnog ćudoređa i dr., koji posebice eskaliraju u vrijeme isplata navedene pomoći. Zbog toga centri za socijalnu skrb koriste zakonsku mogućnost i Romima pomoć za uzdržavanje odobravaju u naturi.
Centar za socijalnu skrb u okviru javnih ovlasti i u skladu s odredbama Obiteljskog zakona, radi zaštite i dobrobiti djeteta poduzima različite mjere prema roditeljima koji nedovoljno brinu o svom djetetu, što je osobito čest slučaj u romskim naseljima.
Stručni djelatnici centra za socijalnu skrb, uvažavajući tradicijski i način življenja romskih obitelji, te uvjeta u kojima Romi žive (loši stambeni uvjeti u naseljima na rubovima urbaniziranih sredina, bez osnovne infrastrukture, sklonost prosjačenju, nepohađanje škole i sl.), ne primjenjuju strogo navedene zakonske odredbe, već daju prednost pravu djeteta življenju sa svojim roditeljem i prirodnom pravu roditelja življenja sa svojim djetetom, što nerijetko ishoduje nezadovoljstvom većinskog stanovništva dvostrukim mjerilima.

## Poznate osobe

### Hrvatska
- Veljko Kajtazi, zastupnik romske manjine u Hrvatskom saboru.

- Severina Lajtman, glumica poznata po ulozi u televizijskoj seriji Sram.

- Renato Zahirović, pjevač poznat po natjecanju u emisijama Zvijezde i Večera za 5 na selu

## Vanjske poveznice
- Vijeće romske nacionalne manjine Grada Zagreba  Arhivirana inačica izvorne stranice od 5. studenoga 2010. (Wayback Machine)
- Udruga Roma Zagreba i Zagrebačke županije  Arhivirana inačica izvorne stranice od 13. siječnja 2010. (Wayback Machine)
- Centar Roma Lovara  Arhivirana inačica izvorne stranice od 8. veljače 2009. (Wayback Machine)
- Udruga Romi za Rome Hrvatske  Arhivirana inačica izvorne stranice od 22. veljače 2011. (Wayback Machine)
- Unija Roma Hrvatske  Arhivirana inačica izvorne stranice od 4. siječnja 2014. (Wayback Machine)
- Udruga za promicanje i obrazovanje Roma  Arhivirana inačica izvorne stranice od 10. svibnja 2010. (Wayback Machine)
- Nacionalni program za Rome